# Aeroporto Internazionale di Pittsburgh

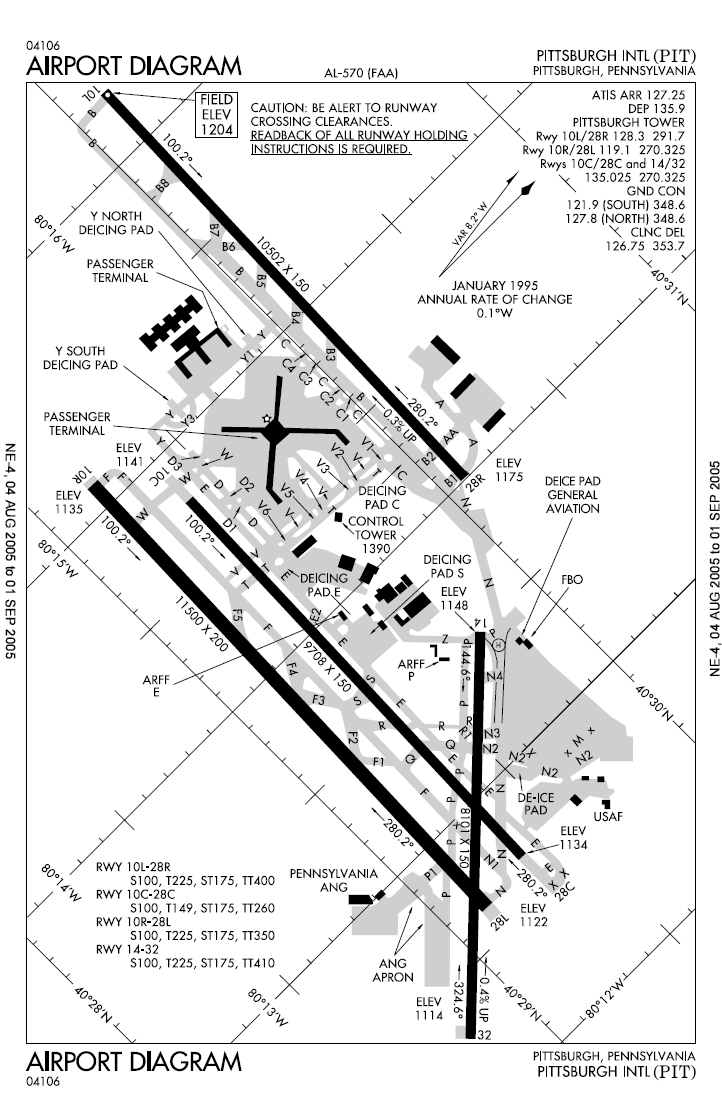
Schema

L'Aeroporto Internazionale di Pittsburgh è un aeroporto situato a 30 km dalla città di Pittsburgh nello Stato di Pennsylvania, negli Stati Uniti d'America.

## Statistiche
| Posizione | Compagnia            | Passeggeri | % Variazione |
| --------- | -------------------- | ---------- | ------------ |
| 1         | US Airways           | 2,880,602  | 32.3         |
| 2         | Delta Air Lines      | 1,488,803  | 6.2          |
| 3         | Southwest Airlines   | 1,465,277  | 5.3          |
| 4         | United Airlines      | 773,468    | 6.8          |
| 5         | Continental Airlines | 553,619    | 10.7         |
| 6         | Airtran Airways      | 527,349    | 29.5         |
| 7         | American Airlines    | 451,279    | 2            |
| 8         | JetBlue Airways      | 198,719    | 26.8         |
| 9         | USA 3000 Airlines    | 180,767    | 8.5          |
| 10        | Midwest Airlines     | 81,315     | 23.6         |
| 11        | Air Canada           | 44,129     | 13.9         |
| 12        | Direct Air           | 27,686     | 29.3         |